# Soutomaior
Soutomaior – gmina w Hiszpanii, w prowincji Pontevedra, w Galicji, o powierzchni 24,99 km². W 2011 roku gmina liczyła 7265 mieszkańców. Znajduje się tu stacja kolejowa Arcade.